# IC 124
IC 124 — галактика типу * (зірка) у сузір'ї Кит.
Цей об'єкт міститься в оригінальній редакції індексного каталогу.